# 崔濟愚
崔濟愚（：／ Choe Je-u，1824年12月18日—1864年4月15日），兒名福述，字性默，號水雲，本貫庆州崔氏，是19世紀朝鲜王朝的宗教运动領袖，于1860年创建東學，以抵制西方宗教的入侵，有《東經大典》和《龍潭遺詞》留世。
水云创建的东学除了有反洋教、反侵略的性质外，还有倡导人生来平等，反封建的性质。他摒弃儒家正统“天命”的形而上学，主张“后天开辟，地上天国”，因此遭到儒生和官府的非难与镇压。1864年4月15日（农历3月10日），水云被庆尚道观察使徐宪淳以左道惑民之罪处于极刑殉教。

## 出身
崔济愚原名崔福述号水云，1824年12月18日（农历10月28日）出生于朝鲜庆尚道庆州，庆州崔氏，新罗巨儒崔致远的后裔。水云的父亲是朝鲜岭南学派继承者庆州名儒崔鋈。崔鋈两次丧妻后，在60岁的时候又娶再嫁女韩氏生下水云。
由于韩氏是再嫁，根据当时朝鲜的封建身份制度，水云是地位低下，不能参加科举考试的庶人。不过，崔鋈对水云非常疼爱，只让他读圣贤书，不让他耕地或做家务。10岁的时候，水云的母亲去世。13岁的时候，他的父亲给他安排了婚事，娶朴氏为妻。4年后，他的父亲去世。

## 创建东学

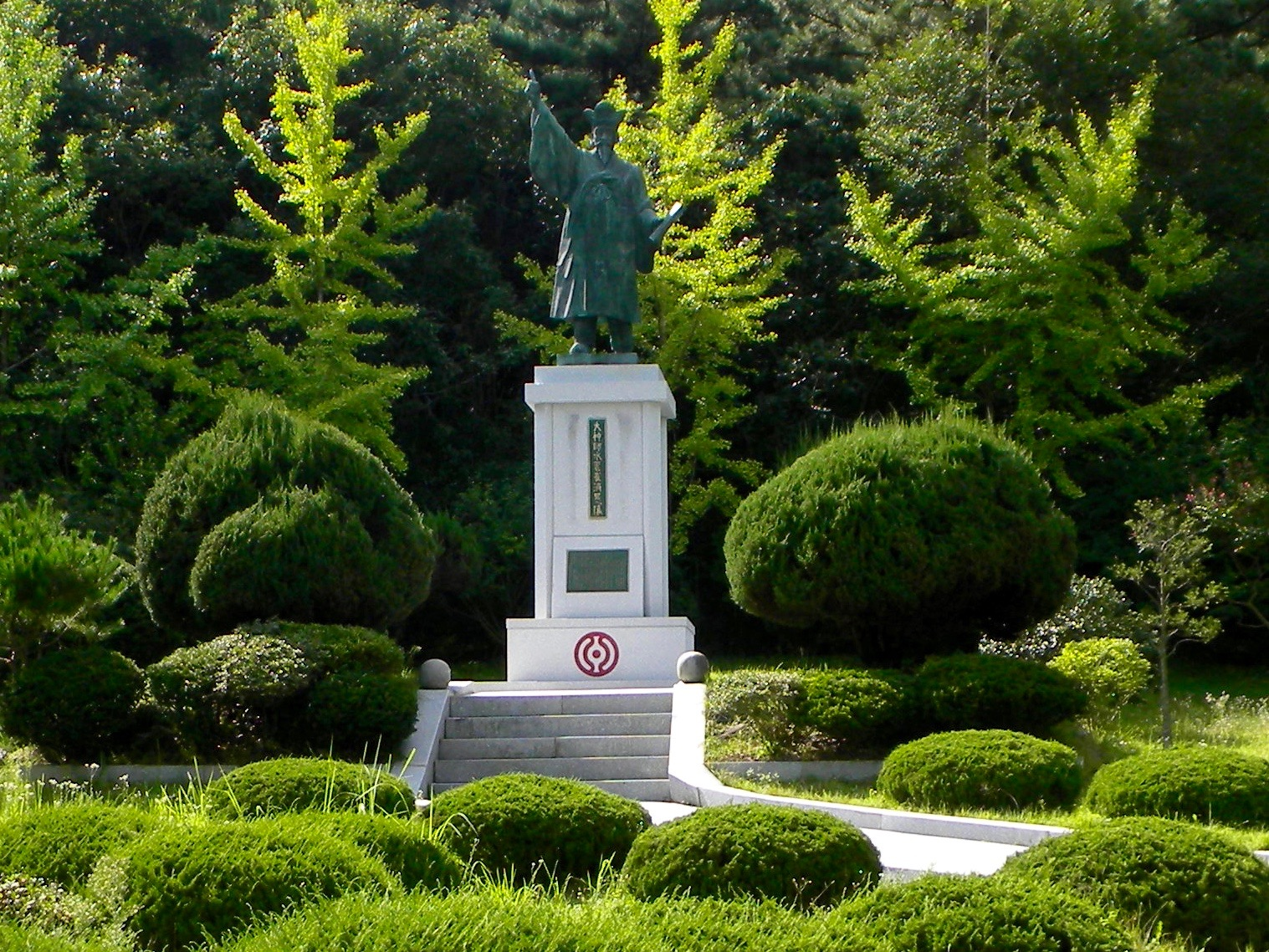
崔济愚铜像

水云的父亲去世后，家境衰败，他开始周游朝鲜全国。当时的朝鲜正遭到西方列强和日本的渗透入侵。朝鲜社会也遭到西学东进的冲击。水云开始寻求救世之道。1855年，一位自称是金刚山和尚的奇人来到水云的住所，称其百日祈祷显灵，在寺塔得到一本没人能看得懂的书，请他看看是否读得懂。3天后，和尚再次来找水云问：“觉悟了吗？”水云回答说：“我懂了。”和尚于是称：“这书就是您的。我只是转给您。如果您懂了此书，请按书的内容生活。”是为“乙卯天书”。 
乙卯天书后，水云开始潜心修行。1860年，他经数年修行感悟，开创与西学相抗衡的东方之学——东学。水云认为：“儒教拘于名节，未达玄妙；佛教入于寂灭，而绝伦常；道教悠悠自然，缺乏治平”，“古道衰弱，西教乘虚而入，因而国运危险。……西教是亡国家、灭百姓的邪教”。他声称：“天主突然降临他的草堂，授以不死仙药和咒文，命他代天主布教济民”。

## 殉教
水云创建的东学除了有反洋教、反侵略的性质外，还有倡导人生来平等，反封建的性质。他摒弃儒家正统“天命”的形而上学，否认后世的存在，主张“后天开辟”“地上天国”。在其《龙潭遗词：教训歌》中，水云称：“命运是神奇的事物。富贵之人以前也曾贫贱，贫贱之人今后也可能富贵”。1861年，水云在龙潭开始传教后便遭到儒生和官府的非难与镇压。次年，他回到庆州传教，在那里建立起东学组织——“接”，并任命了16位接主。东学开始以庆尚和全罗两道为中心向朝鲜全国扩散，信徒众多，势力不断扩大，引起朝鲜封建统治者的担忧。东学也被朝鲜朝廷定为与天主教一样的邪教。水云预感自己有殉教的危险，于是在1863年9月26日（农历8月14日）将教主之位传给自己的大弟子、远亲崔时亨。1864年4月15日（农历3月10日），水云在大邱被庆尚道观察使徐宪淳以左道惑民之罪处于极刑殉教。:483-484

## 著作
- 《東經大典（朝鲜语：동경대전）》
- 《龍潭遺詞（朝鲜语：용담유사）》